# Schliemann-Haftscheibenfledermaus

Verbreitung der Schliemann-Haftscheibenfledermaus

Die Schliemann-Haftscheibenfledermaus (Myzopoda schliemanni) ist eine Fledermausart in der Familie der Hasenmaulartigen. Ihr Vorkommen ist auf den Nordwesten der Insel Madagaskar beschränkt.

## Merkmale
Die Schliemann-Haftscheibenfledermaus ist eine relativ kleine Fledermaus, die Unterarmlänge beträgt etwa 45–49 mm. Der Schwanz ist etwa 44 mm lang und ragt aus der Schwanzflughaut heraus. Der Rücken der Tiere ist bräunlich, die Bauchseite gräulich gefärbt. Auffallend sind die saugnapfähnlichen  Ballen an Hand- und Fußgelenken. Mit Hilfe dieser Ballen können sich die Fledermäuse an Oberflächen festhalten. Entgegen früheren Theorien (aktives Festsaugen oder Festkleben) haften die Tiere durch nasse Adhäsion an glatten Oberflächen.

## Lebensweise
Über die Lebensweise der Schliemann-Haftscheibenfledermaus ist wenig bekannt. Tagsüber ruhen die Tiere meist in zusammengerollten Blättern verschiedener Palmenarten, z. B. Ravenala madagascariensis. Es wurden auch Tiere in Höhlen gefunden. Hierbei hängen sie nicht wie andere Fledermausarten kopfunter, sondern sitzen mit dem Kopf nach oben, da das Anheften mittels nasser Adhäsion kopfunter nicht funktioniert.
Hauptnahrung sind Schmetterlinge und Schaben, in geringerem Ausmaß auch Käfer und Hautflügler. Der Fund von einem Vertreter der Gattung Monomorium könnte darauf hindeuten, dass die Fledermäuse ihre Beute auch von der Oberfläche der Vegetation absammeln. Die Nahrungszusammensetzung sowie weitere Verhaltensweisen der Art bedürfen jedoch weiterer Forschung.

## Gefährdung
Die IUCN geht von keiner Gefährdung der Art aus, da das Verbreitungsgebiet groß ist. Zudem scheint die Art von der fortschreitenden Zerstörung der Regenwälder und der damit verbundenen Ausbreitung von Ravenala madagascariensis zu profitieren.

## Etymologie und Forschungsgeschichte
Die Gattung Myzopoda galt mit der Madagassischen Haftscheibenfledermaus als monotypisch. Erst 2007 wurde Myzopoda schliemanni auf Grund morphologischer Unterschiede in der Fellfärbung sowie des Skeletts als eigene Art beschrieben. Genetische Untersuchungen weisen ebenfalls Myzopoda schliemanni als eigene Art aus. Der wissenschaftliche Name ehrt Harald Schliemann, der lange Jahre an Haftscheibenfledermäusen geforscht hat.